# Бутырки (Ярославская область)
Бутырки — деревня в Любимском районе Ярославской области России. С точки зрения административно-территориального устройства относится к Осецкому сельскому округу. С точки зрения муниципального устройства входит в состав Осецкого сельского поселения.

## География
Деревня расположена в 8 км на северо-запад от центра поселения деревни Рузбугино и в 42 км на юг от райцентра города Любим.

## История
Каменная церковь на Неверовском погосте близ деревни построена в 1750 году на средства прихожан и помещика И. О. Неверкова с двумя престолами: во имя Обретения Честной Главы Иоанна Предтечи и придельным — преподобной Марфы.
В конце XIX — начале XX века деревня входила в состав Осецкой волости (позже — в составе Раменской волости) Любимского уезда Ярославской губернии.
С 1929 года деревня входила в состав Поддубновского сельсовета Любимского района, в 1944—1959 годах — в составе Середского района, с 1954 года — в составе Разбугинского сельсовета, с 2005 года — в составе Осецкого сельского поселения.

## Население
| 1859 | 1914 | 2002 | 2007 | 2010 |
| ---- | ---- | ---- | ---- | ---- |
| 73   | ↗82  | ↘2   | ↘1   | ↘0   |

## Достопримечательности
В деревне расположена действующая Церковь Иоанна Предтечи (1750).